# Maria Galvany
María de Jesús Elena Lorenza Ciriaca Ramona de San Juan Bautista Galbán Martínez (Mancha Real, prov. de Jaén, 6 d'agost de 1875 - Madrid, 3 d'agost de 1927) fou una soprano espanyola; el seu cognom era Galbán, però se'l canvià pel de Galvany quan decidí dedicar-se a la lírica.
Començà els estudis de cant al Conservatori de Madrid, amb el professor Lázaro María Puig, i continuà amb el baríton Napoleone Verger, el que li comportà el seu debut el 1897 a Cartagena amb Lucia di Lammermoor. L'èxit assolit li valgué l'entrada immediata en el Teatre Reial de Madrid, on entre aquell mateix any i el 1899 actuà amb èxit amb el difícil repertori, interpretant Na Lucia, Na Elvira a Il puritani, a Margarida de Valois en Les Huguenots. Després es presentà en els principals teatres espanyols i el 1901 debutà a Lisboa cantant per primera vegada en La traviata.
Aquell mateix any s'enfrontà al públic italià a Milà i a Gènova, i al públic rus a Odessa. Continuà brillantment la seva carrera i retornà diverses vegades a Itàlia on, el 1908, aconseguí un considerable èxit al teatre La Fenice de Venècia, en el paper d'Ofèlia de l' Hamlet de Ambroise Thomas. Posseïa una veu fina, però molt extensa i inigualable en aquest tipus de coloratura amb què a al canvi del segle xix al xx, les sopranos més conegudes afrontaren el repertori italià de principi del segle xix, originàriament destinat al contralto d'agilità. Despullades del seu caràcter dramàtic originari i per això desnaturalitzades, aquestes òperes s'adornaven amb barroquismes i meres exhibicions de picchiettati, cadències arbitràries i interpolacions que entusiasmaven el públic poc entès.
En aquesta contextura foren memorables els èxits que Maria Galvany aconseguí amb El barber de Sevilla, substituint l'ària original de la «lliçó» per les variacions de Heinrich Proch.